# Francisco de Posadas
Francisco de Posadas (Córdoba, 1644-1713) fue un religioso dominico, sacerdote de la Orden de Predicadores, beatificado el 20 de septiembre de 1817.
Hijo de una familia humilde, dedicada a la venta de flores, legumbres y verduras, pero muy piadosa, nació en Córdoba el 25 de noviembre de 1644. En 1663 ingresó en el convento dominico de Scala cœli, próximo a Córdoba y allí hizo los votos solemnes. Ordenado sacerdote, destacó en la predicación, moviendo multitudes de oyentes; en su dedicación a las misiones populares por la Andalucía occidental hacía todos sus viajes a pie, sin llevar provisiones y durmiendo en lechos de paja por espíritu de mortificación. Gran enemigo de los espectáculos profanos, puso todo su empeño en la destrucción del teatro municipal de Córdoba y no cejó hasta conseguirlo. Por espíritu de pobreza y deseando vivir y morir humildemente, rechazó cuando se los ofrecieron los obispados de Alguer en Cerdeña y de Cádiz. Murió súbitamente el 20 de septiembre de 1713 mientras celebraba misa.
Reverenciado como santo desde el momento de su muerte, fue declarado venerable por el papa Pío VII el 4 de agosto de 1804 y beatificado por el mismo papa el 20 de septiembre de 1817.
Dio a la luz algunos de sus sermones, como el Sermón en la rogatiua, que en el Real Convento de San Pablo del Orden de Predicadores hizo la... Ciudad de Córdoba a María Santissima venerada en su rosario...: por el buen suceso de las guerras de Cataluña, y en desagravio de los desacatos por el Exercito Frãces executados, y referidos en carta del... Obispo de Gyrona (Córdoba, 1694); publicó obras de teología y de piedad, entre ellas una biografía de santo Domingo de Guzmán (Córdoba, 1701) y una defensa de la castidad contra los errores de Miguel de Molinos (Triumphos de la castidad contra la luxuria diabolica de Molinos, Córdoba, 1698), y dejó manuscritos diversos tratados de teología mística.